# Shiro alga carta
Shiro Alga Carta è fabbricata utilizzando alghe in eccesso della Laguna di Venezia. Le alghe, raccolte ogni anno, vengono unite a fibre FSC e vanno così a sostituire una parte della cellulosa normalmente utilizzata nella produzione di carta.

## Storia
La creazione di Shiro Alga Carta risale ai primi anni '90, quando la Laguna di Venezia era infestata da una quantità anomala di alghe. Questo elemento è da sempre presente nella Laguna ma a fine anni '80, a causa di nutrienti artificiali presenti nelle acque inquinate e del perdurare delle alte temperature estive, iniziò a svilupparsi in modo abnorme rendendo instabile l'ecosistema.
Nel 1989 il Magistrato alle acque di Venezia, in collaborazione con il Consorzio Venezia Nuova, iniziò la raccolta delle alghe per prevenire la deossigenazione della Laguna e la conseguente morte degli organismi acquatici presenti. Essendo un materiale difficile da smaltire, inoltre, si iniziarono ad esaminare varie possibilità per riciclarlo.
Una delle soluzioni, sponsorizzata dall'Unione europea ed inserita nel progetto LIFE, 
fu quella di utilizzarlo nella fabbricazione della carta, in parziale sostituzione della cellulosa e di altri materiali. Fu così che nel 1993 venne creato il primo campione di Alga Carta. La prima collana stampata interamente con Alga Carta è stata Le rane di Interlinea edizioni inaugurata da un testo di Gianni Rodari.

## Processo industriale
All'interno della cartiera le alghe vengono fatte essiccare e tritate fino ad ottenere una "farina" che viene poi mischiata a fibre certificate FSC. Il risultato è una carta ecologica di alta qualità, caratterizzata da puntini in superficie che non sono altro che particelle di alghe. Grazie alla presenza di clorofilla, inoltre, questa carta ha la peculiarità di diventare più bianca con il tempo. La quantità di alghe utilizzata nella produzione va in genere dal 5 al 10% ma può arrivare fino al 30%.  Il processo di produzione di Shiro Alga Carta è un brevetto di Favini Srl.